# Gemeindeverband (Österreich)
Ein Gemeindeverband ist in Österreich ein Zusammenschluss von politischen Gemeinden zur gemeinsamen Besorgung einzelner Aufgaben.

## Rechtliche Grundlagen
Die österreichische Bundesverfassung ordnet an, dass sich Gemeinden „zur Besorgung einzelner Aufgaben des eigenen Wirkungsbereiches […] durch Vereinbarung zu Gemeindeverbänden zusammenschließen“ können (Art. 116a Abs. 1 B-VG). Nähere Regelungen zu den Gemeindeverbände finden sich teilweise in den Gemeindeordnungen der Länder, teilweise in eigenen Gesetzen:
- Burgenländisches Gemeindeverbandsgesetz 1987[2]
- Kärntner Allgemeine Gemeindeordnung (K-AGO) §§ 83–85[3]
- Nö. Gemeindeverbandsgesetz[4]
- Oö. Gemeindeverbändegesetz 1988[5]
- Salzburger Gemeindeverbändegesetz 1986[6]
- Steiermärkisches Gemeindeverbandsorganisationsgesetz (GVOG 1997)[7], lt. § 38 Gemeindeverbände, Steiermärkische Gemeindeordnung 1967 (GemO)[8]
- Tiroler Gemeindeordnung 2001 – TGO §§ 129–142[9]
- Vorarlberger Gemeindegesetz §§ 93–96[10]

Gemeindeverbände verfügen über Rechtspersönlichkeit, in gewissen Angelegenheiten sind sie den Gebietskörperschaften gleichgestellt. So gelten für ihre Bediensteten in der Regel dieselben Vorschriften, die für die Bediensteten der Gemeinden gelten.
Organe der Gemeindeverbände sind typischerweise die Vollversammlung, der Vorstand und der Obmann. Die Vollversammlung besteht aus Vertretern der verbandsangehörigen Gemeinden und ist oberstes Organ des Gemeindeverbandes. Vorstand und Obmann führen die laufenden Geschäfte des Gemeindeverbandes.

## Aufgaben
Aufgaben in Gemeindekompetenz, die auf Basis von Gemeindeverbänden organisiert werden, sind etwa Bauwesen, kommunaler Straßenbau, Erhalt von Volks-, Mittel-, Sonder- und Polytechnischen Schulen, Melde- und Matrikenwesen (Standesamt), Wasserversorgung und Abwasserentsorgung, Abfallwirtschaft und Ähnliches.
Darüber hinaus können Gemeindeverbände auch stellvertretend vor Ort auch Aufgaben übernehmen, die in Kompetenz des Bundes oder der Länder liegen, beispielsweise die örtliche Umsetzung von Umweltschutzagenden. Auch die Tourismusregionen sind oft als Gemeindeverbände organisiert.
Auch in der grenzübergreifenden Zusammenarbeit ist der Zusammenschluss zu Verbänden möglich, so etwa im Rahmen des europäischen INTERREG-Programms und der EuRegios (Regionalpolitik der Europäischen Union).

### Beispiel
Ein Beispiel, wie sich Gemeinden in Verbänden organisieren, anhand des Bezirks Lienz (Osttirol) mit 33 Gemeinden:
- Abfallwirtschaftsverband Osttirol: Alle Osttiroler Gemeinden organisieren die gemeinsame Entsorgung und betreiben die Restmülldeponie Lavant
- Standesamts- und Staatsbürgerschaftsverband Lienz: 16 Gemeinden wickeln ihre kommunalen Meldeaufgaben in enger Zusammenarbeit über das Standesamt Lienz ab
- Abwasserverband Lienzer Talboden: 15 Mitgliedsgemeinden betreiben ein gemeinsames Klärwerk (Regional-Klärwerk Lienzer Talboden Dölsach)
- Planungsverband 36 „Lienzer Talboden“: Gemeinsame Regionalplanung von 15 Gemeinden um die Bezirkshauptstadt
- A. ö. Bezirkskrankenhaus Lienz: Gemeinsames Krankenhaus aller Osttiroler Gemeinden
- Wohn- und Pflegeheime Osttirol: Trägerorganisation der kommunalen Altenbetreuung und Lebenshilfe mit drei Standorten in der Region
- Landesmusikschule Lienzer Talboden: Gemeinsame Musikschule des Osttiroler Kernraumes

An diesem in die alpinen Kernzonen eingelagerten Raum mit seinen spezifischen Problemen, was Verkehrsnähe und Infrastruktur betrifft, ist zu sehen, wie Gemeinden ihre Aufgaben über das Werkzeug der Gemeindeverbände effektiver organisieren können.